# José Ascensión Rodríguez Martínez
José Ascensión Rodríguez Martínez är en ort i Mexiko.   Den ligger i kommunen Xicoténcatl och delstaten Tamaulipas, i den centrala delen av landet, 400 km norr om huvudstaden Mexico City. José Ascensión Rodríguez Martínez ligger 107 meter över havet och antalet invånare är 301.
Terrängen runt José Ascensión Rodríguez Martínez är platt söderut, men norrut är den kuperad. Runt José Ascensión Rodríguez Martínez är det glesbefolkat, med 13 invånare per kvadratkilometer. Närmaste större samhälle är Xicoténcatl, 13,2 km öster om José Ascensión Rodríguez Martínez. Omgivningarna runt José Ascensión Rodríguez Martínez är en mosaik av jordbruksmark och naturlig växtlighet.